# Костурска гръцка община
Костурската гръцка община (на гръцки: Κοινότητα Καστοριάς) е гражданско-църковно сдружение на православните гърци в Костур, Османската империя, съществувало до 1913 година, когато е закрито от новите гръцки власти.

## История
Първото известие за съществуването на православна костурска община е от 1764 година в кондиката на Костурската митрополия.
- Гръцка детска градина в Костур
- Гръцко женско училище в Костур
- Устав на Костурското образователно дружество, 1870 г.